# 卡斯佩里夫齊
48°40′2″N 25°50′34″E / 48.66722°N 25.84278°E

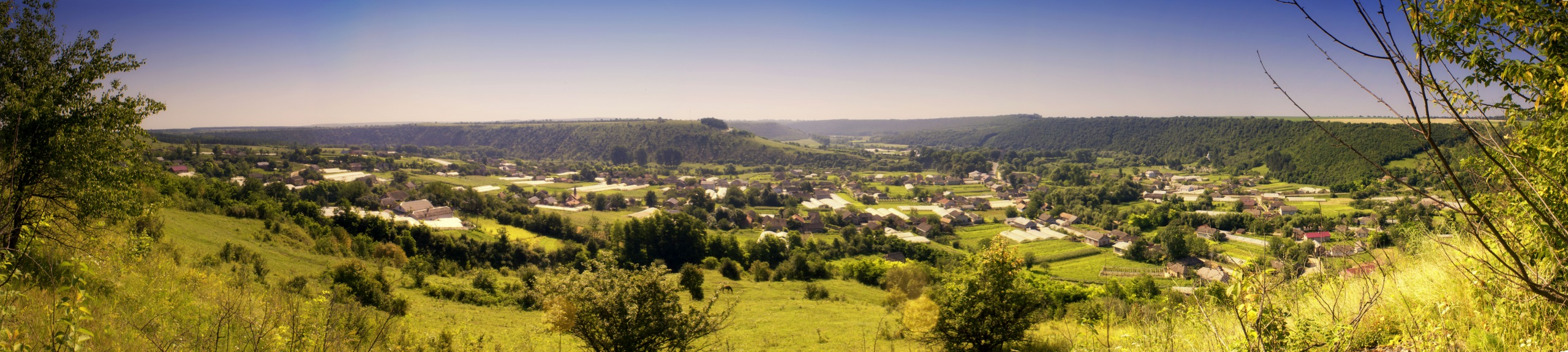

卡斯佩里夫齊（羅馬化：Kasperivtsi）是烏克蘭西部捷爾諾波爾州喬爾特基夫區扎利希基市鎮的村莊，始建於1469年，面積4.25平方公里，海拔高度149米，2015年人口1,157，人口密度每平方公里272人。